# Batig slot

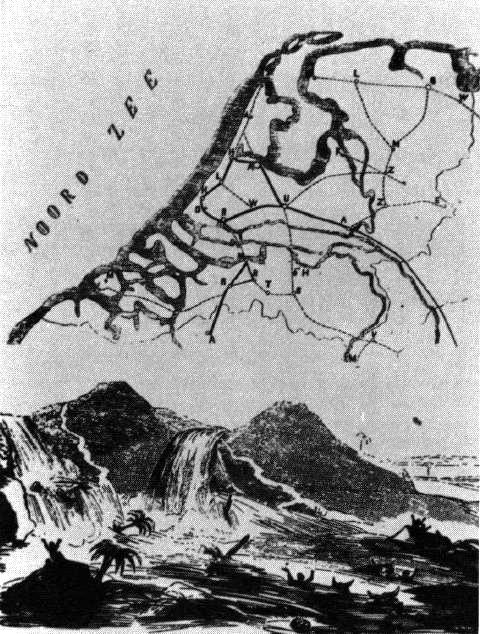
Zie Neerland! hier uw droom, een net van ijzren wegen,
Gevlochten uit het goud van 't Indisch batig slot.
Maar ginds, uit Solo's oord, bralt u de bergstroom tegen,
Wiens bruischend golfgeklots uw ideaal bespot.
Spotprent uit het Humoristisch Album van 1861

Het batig slot was de winst die voortkwam uit het cultuurstelsel in Nederlands-Indië en ten goede kwam aan de Nederlandse schatkist. Het cultuurstelsel werd in 1830 door gouverneur-generaal Johannes van den Bosch ingevoerd met het idee dat Nederlands-Indië een wingewest was: Wat toch baat het bezit eener afgelegen kolonie ... indien zij aan de nationale welvaart geene geëvenredigde uitbreiding verschaft?.

## Begroting
Door toenemende bezuinigingen in Indië nam het batig slot gestadig toe. Volgens de grondwet van 1815 gold: de koning heeft bij uitsluiting het opperbestuur over de volkplantingen en bezittingen van het Rijk in andere werelddeelen. Daarmee kon deze besluiten wat er gebeurde met de Indische baten. In de periode 1830-1850 verscheen dan ook slechts een zesde deel daarvan als batig slot op de begroting. Zo betaalde koning Willem I de kosten voor de mobilisatie tijdens zijn volhardingspolitiek na de Belgische afscheiding van 1830 deels van de Indische baten. Vanaf 1840 maakte het batig slot deel uit van de grondwet, maar belangrijker was de grondwet van 1848 waarin de koning niet meer bij uitsluiting het opperbestuur van de koloniën had. Met de Indische comptabiliteitswet van 1864 die in 1867 in werking trad, kreeg het parlement de controle over het batig slot.
Het batig slot maakte uiteindelijk een substantieel deel uit van de totale staatsinkomsten:
- 1831-1840: 93 miljoen gulden
- 1841-1850: 141 miljoen gulden
- 1851-1860: 267 miljoen gulden
- 1861-1870: 224 miljoen gulden
- 1871-1877: 98 miljoen gulden

Voor 1850 maakte het batig slot gemiddeld 19% uit van de totale inkomsten. In de periode 1851-1860 was dit 31%, van 1861-1870 24% en tussen 1871-1877 13%. Tussen 1856 en 1865 kwam het zelfs zeven maal voor dat het batig slot ongeveer de helft van de staatsinkomsten uitmaakte.
Vanwege de onzekere hoogte van het batig slot werd hiermee aanvankelijk alleen de enorme staatsschuld afgelost. Daarna ging men minder terughoudend om met deze inkomsten en tijdens de economische opleving van de jaren vijftig van de negentiende eeuw begon men met het afschaffen van de accijnzen. Ook de invoering van inkomstenbelasting kon door het batig slot uitgesteld worden. Daarmee werden ook politieke verschuivingen voorkomen in het op censuskiesrecht gebaseerde stelsel. Met de spoorwegwet van 1860 werd het batig slot aangewend om het nationale spoorwegtracé uit te breiden. Ook voor de aanleg van het Noordzeekanaal en de Nieuwe Waterweg werd het batig slot gebruikt.

## Kritiek
Aanvankelijk was het cultuurstelsel in Nederland algemeen aanvaard, maar vanaf de jaren veertig van de 19e eeuw kwam er kritiek op onder meer de herendiensten en de gedwongen arbeid. Toen berichten van de in 1845 begonnen hongersnood op Java in 1849 doordrongen in Nederland, bracht dit Kamerlid Van Hoëvell ertoe zijn landgenoten voor te houden in hoeverre zij tekort waren geschoten. Hoewel zijn rapport Slaven en vrijen onder de Nederlandsche wet er mede toe leidde dat in 1859 de slavernij uiteindelijk werd afgeschaft, bleef de batig slot-politiek van kracht. Het belang hiervan was voor de Nederlandse begroting juist in deze periode waarin een mogelijk staatsbankroet voorkomen werd te groot. Hoewel de Tweede Kamer in 1853 protesteerde tegen het gebruik van de term wingewest voor Java, bleef de kritiek in Nederland daardoor aanvankelijk nog beperkt. In Indië was er onder de Europese bevolking al wel een groeiende kritiek te horen.
De kritiek op het cultuurstelsel nam echter toe, ook omdat men meende dat er te weinig ruimte was voor particulier initiatief.  Er was wel consensus dat Indië bij moest dragen aan de welvaart van het moederland, maar niet iedereen was meer onverschillig over de manier waarop het batig slot tot stand kwam. In de jaren zestig van de negentiende eeuw werd Indië pas echt een punt van discussie voor de volksvertegenwoordiging. Met de Suikerwet van 1870 werd de geleidelijke terugtrekking van het Nederlands-Indische gouvernement uit de suikercultuur geregeld, terwijl de Agrarische wet van datzelfde jaar het grondbezit van de inlandse bevolking waarborgde, terwijl woeste gronden in erfpacht mochten worden uitgegeven. Hiermee was een einde gekomen aan het cultuurstelsel. Tot 1877 was er nog sprake van een batig slot, maar door dalende koffieprijzen en de dure Atjehoorlog kwam hier een einde aan. Het eerdere argument om het gebruik van het batig slot voor Nederland te rechtvaardigen, namelijk dat van financiële eenheid tussen het moederland en Indië, ging nu niet meer op. De tekorten kwamen geheel op de Indische begroting terecht. Hoewel er na deze tijd geen sprake meer was van een batig slot, bleef deze post tot 1912 wel op de begroting staan. Indirect bleef de handel op Indië van groot belang voor de Nederlandse welvaart.

## Ereschuld
Aanvankelijk leek de liberalisering gunstig voor de Javanen, maar hun beperkte beschikking over kapitaal om de benodigde investeringen te kunnen doen, zorgde ervoor dat zij niet konden concurreren met de Europeanen. Van Deventer pleitte er in 1899 in het artikel "Een Eereschuld" in De Gids om de sinds de invoering van de Indische comptabiliteitswet in 1867 genoten batige saldo's van bij elkaar 187 miljoen gulden terug te betalen aan Indië. Hoewel dit stuk grote indruk maakte, is het nooit zover gekomen. Door minister Idenburg werd in 1905 wel een Indische schuld van 40 miljoen gulden overgenomen. Rond deze periode begon ook de ethische politiek, waarvan de doelstelling was de koloniale bevolking zodanig te vormen dat zij zou kunnen komen tot politieke en economische zelfstandigheid. Ook hierin bleef echter altijd het eigenbelang een belangrijke rol spelen voor het moederland.